# Joaquín del Pino Sánchez de Rojas

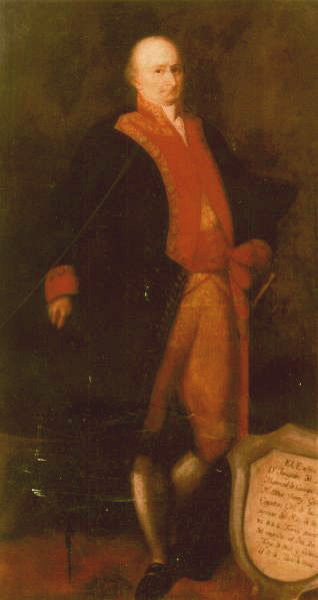
Joaquín del Pino

Joaquín del Pino Sánchez de Rozas Romero y Negrete (* 20. Januar 1729 in Baena, (Córdoba), Spanien; † 11. April 1804 in Buenos Aires) war ein spanischer Politiker und Militär, der verschiedene Positionen innerhalb der Kolonial-Verwaltung innehatte.
Joaquín del Pino wurde als Sohn der María Sánchez de Rojas und des Francisco del Pino Romero geboren. Im Alter von 18 Jahren trat er als Kadett in das Regiment von Oran ein, wo er 20 Jahre mit seiner Familie lebte. Bereits in sehr jungen Jahren führte ihn sein Weg zur Academia Militar de Ingenieros. 1770 hatte er den Rang eines Teniente Coronel inne. Im selben Jahr wurde er nach Montevideo gesandt. Joaquín del Pino war dort als Nachfolger José Joaquín de Vianas von Februar 1773 bis zum 2. August 1790 Gouverneur von Montevideo. Während dieser Zeit erfolgte 1789 seine Erhebung in den militärischen Dienstgrad eines Brigadiers und bald darauf seine Entsendung nach Charcas als Capitán general, wo er Gouverneur und Präsident des dortigen Gerichtshofs wurde. Nachdem er diese Funktionen bis 1798 ausgeübt hatte, schloss sich in jenem Jahr seine Ernennung zum Mariscal an. Zwischen 1799 und 1801 bekleidete er dann den Posten des Gouverneurs von Chile. Anschließend war er vom 20. Mai 1801 bis zu seinem Tod am 11. April 1804 Vizekönig von Río de la Plata.